# Labeo pangusia
Labeo pangusia är en fiskart som först beskrevs av Francis Buchanan-Hamilton 1822.  Labeo pangusia ingår i släktet Labeo och familjen karpfiskar. IUCN kategoriserar arten globalt som nära hotad. Inga underarter finns listade i Catalogue of Life.